# Уевос ранчерос
Уевос ранчерос (ісп. вимова: [ˈweβoz ranˈtʃeɾos], 'яєчня у стилі ранчо') — це страва на сніданок, що складається з яєць, які подають у стилі традиційної великої ранкової страви на сільських мексиканських фермах.

## Основна страва
Основна страва складається зі смажених яєць, які подаються на злегка обсмажених або обвуглених тортильях з кукурудзяного або пшеничного борошна, покритих піко де галло з помідорів, перцю чилі, цибулі та кінзи. Звичайні гарніри включають пересмажені боби, рис у мексиканському стилі та гуакамоле або скибочки авокадо з кінзою як гарнір.

## Варіації
Коли страва поширилася за межі Мексики, з’явилися варіації з використанням коржів із пшеничного борошна замість кукурудзяних, а також пюре чилі чи соусу енчілада замість томатно-чилі піко де галло. Немексиканські добавки, такі як сир, сметана та листя салату, також стали звичайними добавками за межами рідного складу страви.

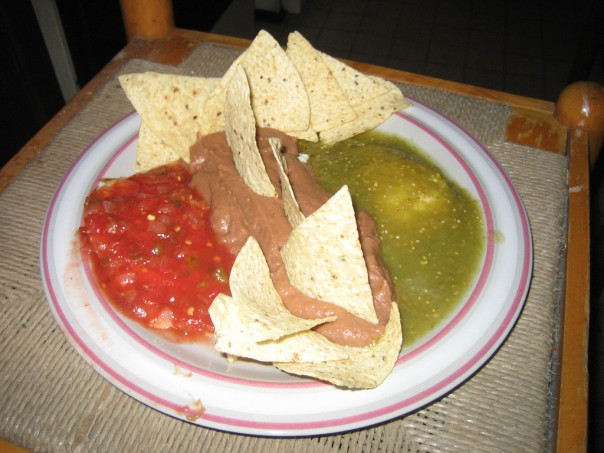
Уевос діворсіадос

Уевос діворсіадос (досл. 'розведені яйця') — це просто два яйця, які подаються в тому ж стилі, що й уевос ранчерос, але з іншим соусом для кожного яйця — зазвичай це сальса-роха та сальса-верде.
Подібними стравами є уевос мутелєнос з Юкатану та новомексиканські енчіладас монтадас.
Інший варіант, уевос ахогадос (досл.'топлені яйця'), є традиційним мексиканським сніданком з яєць, приготованих у томатно-чилі сальсі.

## Див.також
- Шакшука
- Менемен
- Сальса
- Піко де Галло